# HMS Telemachus
Le HMS Telemachus (pennant number : P321), deuxième navire de ce nom dans la Royal Navy, est un sous-marin du troisième groupe de la classe T. Construit au chantier naval Vickers-Armstrongs à Barrow-in-Furness, il est lancé le 19 juin 1943. Il a passé la majeure partie de sa carrière en temps de guerre dans les eaux d’Extrême-Orient, où il a coulé le sous-marin japonais I-166. Après la guerre, il a été déployé en Australie pour opérer avec la Royal Australian Navy jusqu’en 1959, puis mis à la ferraille en 1961.

## Conception
Les sous-marins de la classe S se sont avérés trop petits pour des opérations lointaines. Il fallut mettre en chantier la classe T, qui avait 21 mètres de longueur en plus et un déplacement de 1000 tonnes. Alors que les bâtiments de la classe S avaient seulement six tubes lance-torpilles d'étrave, ceux de la classe T en avaient huit, dont deux dans un bulbe d'étrave, plus deux autres dans la partie mince de la coque au milieu du navire.

## Engagements
Le HMS Telemachus fut construit par Vickers-Armstrongs à Barrow-in-Furness. Commandé le 3 août 1941, sa quille fut posée le 25 août 1942. Il fut lancé le 19 juin 1943 et mis en service dans la Royal Navy le 25 octobre 1943. Il a reçu le nom de Télémaque, un personnage de la mythologie grecque : fils d’Ulysse et de Pénélope, Télémaque est un personnage important dans l’Odyssée d’Homère.
Bien qu’il ait été brièvement déployé dans les eaux territoriales britanniques, le HMS Telemachus a servi en Extrême-Orient pendant la plus grande partie de sa carrière en temps de guerre, sous le commandement de Bill King. Il y arrive pour servir avec la flotte de l’Est à Colombo en juillet 1944. Plus tard dans le même mois, le 17 juillet, alors qu’il effectuait sa première patrouille en Extrême-Orient, il a coulé le sous-marin japonais I-166 au large du banc de One Fathom dans le détroit de Malacca,. Le HMS Telemachus a aperçu le sous-marin japonais à 7 h 08. Douze minutes plus tard, il a tiré six torpilles à une portée de 2300 yards (2100 m). Une explosion a été entendue 94 secondes plus tard : une seule torpille a touché la cible. Le commandant de l’I-166 et une poignée d’autres membres d’équipage ont survécu au naufrage. Après cette patrouille, le HMS Telemachus a été transféré à la 8e flottille sous-marine, basée à Fremantle, en Australie-Occidentale. En octobre 1944, le HMS Telemachus a débarqué des agents de renseignement sur Johor occupé par les Japonais, dans le cadre de l’opération Carpenter.

## Après-guerre
Le HMS Telemachus a survécu à la guerre et a continué à servir dans la Royal Navy. Il a été convenu que le Telemachus serait l’un des trois sous-marins basés à Sydney, en Australie, pour aider à la formation de la Royal Australian Navy (RAN) à la lutte anti-sous-marine, en raison de la décision d’acquérir le porte-avions HMAS Sydney,. Le HMS Telemachus quitte la Grande-Bretagne le 19 octobre 1949 et arrive à Sydney en décembre de la même année. Il est le premier des trois sous-marins de la 4e flottille à y arriver, les deux autres étant les HMS Thorough et Tactician. Il a été remis à neuf à Singapour à la fin de 1950, puis de nouveau en 1952-1953, après quoi il a passé plusieurs mois au Japon, fournissant une formation à la lutte anti-sous-marine aux navires participant à la guerre de Corée.
En mai 1954, le HMS Telemachus mène des opérations avec les navires de guerre australiens HMAS Anzac et HMAS Vengeance, le croiseur néo-zélandais HMNZS Black Prince et son sister-ship le sous-marin HMS Thorough.
Entre juin et août 1956, le HMS Telemachus a travaillé en collaboration avec la RAN pour effectuer un relevé hydrographique au large du territoire australien en Antarctique. La croisière a duré quelque 7 500 milles marins (12 100 km) et le navire a pris environ 130 mesures de gravité à des profondeurs de 50 à 200 pieds (15 à 61 m). Le 3 juin, alors qu’il effectuait ces relevés, il a été porté disparu pendant deux heures et demie, ce qui a déclenché à des recherches aériennes et maritimes jusqu’à ce qu’il reprenne le contact. Après avoir raté le contact radio prévu à 7 heures 15, les autorités navales de Sydney ont émis le signal « subsunk » (sous-marin coulé) une heure plus tard. Les équipages des navires au port reçurent l’ordre de regagner leurs navires, et le HMS Thorough fut le premier à partir à la recherche du HMS Telemachus. Encore une fois, le HMS Telemachus n’a pas émis à 9 heures 45, mais un avion Douglas C-47 Skytrain a repéré le sous-marin avant que d’autres navires ne commencent à le rechercher, et l’ordre « subsunk » a été annulé.
Le HMS Telemachus rentre dans les eaux britanniques le 9 décembre 1959, après près de dix ans de service avec la marine australienne. Il a été démoli à Charlestown le 28 août 1961.